# Susan McClary
Susan Kaye McClary (* 2. Oktober 1946 in St. Louis) ist eine US-amerikanische Musikwissenschaftlerin, die im Rahmen der im angloamerikanischen Sprachraum bekannten New Musicology arbeitet und veröffentlicht. Sie ist bekannt für interdisziplinäre Ansätze in Richtung Gender Studies.

## Leben und Werk
McClary legte 1968 ihre Bachelorarbeit an der Southern Illinois University vor und studierte dann an der Harvard University, wo sie 1971 ihren Masterabschluss machte und 1976 promoviert wurde. Ihre Dissertation beschäftigt sich mit Claudio Monteverdis Werk. Sie lehrte an mehreren Universitäten, darunter an der Universität Oslo, bevor sie an der Case Western Reserve University in Cleveland habilitierte.
Eines ihrer bekanntesten Werke ist Feminine Endings von 1991. In der traditionellen Musikwissenschaft bezeichnet der Titel eine schwache Kadenz. Bereits davor erschien Constructions of Subjectivity in Franz Schubert's Music, wo sie sich von Maynard Solomon beeinflusst zeigt, der Franz Schubert eine homosexuelle Neigung unterstellt. Der Aufsatz wurde nach Überarbeitung schließlich 1994 unter dem Titel Queering the Pitch: The New Gay and Lesbian Musicology neu veröffentlicht. Dem Thema von Beethovens Neunter Sinfonie unterstellt sie eine gewalttätige Wirkung im Rahmen der Musikgeschichte, bei der sie patriarchalische Effekte gegen die Aufklärung geltend macht.
In Bezug auf Repetitive Musik äußert sie sich wie folgt:
„Wenn wir ein Musikstück als Allegorie persönlicher Entwicklung verstehen, notiert jede Wiederholung als Regression – als Fehler oder sogar Widerstand gegen die Aufrechterhaltung des endlosen Kampfes für kontinuierliches Wachstum, das für eine erfolgreiche Selbstverwirklichung benötigt wird.“
Susan McClary befasst sich nicht nur mit Gender im Zusammenhang Musik, sondern darüber hinaus zum Beispiel mit dem restriktiven Kanon bei der Aufführungspraxis klassischer Musik, der Musik nach Beethoven mehr oder weniger ausschließt und oft nicht mehr als Alibiwerke in Programmen zulässt, damit auch neuere Musik vertreten ist. Im Anschluss an Leonard B. Meyer stellt sie fest, dass inzwischen nicht mehr von einem Mainstream in der Musik die Rede sein kann. Musikanbieter wie YouTube sieht sie in Konkurrenz zu Sinfonieorchestern. Des Weiteren hat sie sich auch mit der Musik von Kaija Saariaho und im Rahmen der Populären Musik mit Beyoncé befasst.
McClarys Arbeit wird vielfach und kontrovers diskutiert.
Sie ist mit dem Musikwissenschaftler Robert Walser verheiratet.

## Veröffentlichungen (Auswahl)
- 2012: Desire and Pleasure in Seventeenth-Century Music, Berkeley und Los Angeles, California: University of California, ISBN 9780520247345.
- 2006: Constructions of Subjectivity in Franz Schubert's Music. In Brett, Philip; Wood, Elizabeth; Thomas, Gary (Hrsg.), Queering the Pitch: The New Gay and Lesbian Musicology, New York: Routledge, ISBN 0-415-97884-X.
- 2004: Modal Subjectivities: Self-Fashioning in the Italian Madrigal, Berkeley und Los Angeles, California: University of California, ISBN 9780520234932.
- 2002: Feminine Endings: Music, Gender, & Sexuality (zweite Auflage). Minneapolis: University of Minnesota Press. ISBN 9780816641895.
- 2000: Conventional Wisdom: The Content of Musical Form, Ernest Bloch Lectures, Berkeley, California: University of California, ISBN 0-520-23208-9.
- 1992: Georges Bizet: Carmen. Cambridge, Massachusetts: Cambridge University Press. ISBN 9780521398978.
- 1989: Terminal Prestige: The Case of Avant-Garde Music Composition, Cultural Critique, 12 (12): 57–81, ISBN 9781315089140.
- 1987: The Blasphemy of Talking Politics during Bach Year. In Leppert, Richard; McClary, Susan (Hrsg.). Music and Society: The Politics of Composition, Performance and Reception. Cambridge, Massachusetts: Cambridge University Press. Seiten 13–62. ISBN 0521327806.